# Chincheu (Quancim)
Chincheu, Chincheo, Quincheu ou Quanzhou (em chinês: 泉州; romaniz.: Quánzhōu (pinyin)) é uma cidade chinesa da província de Quancim. Segundo censo de 2010, havia 112 620 habitantes.